# Pełnokrężnik

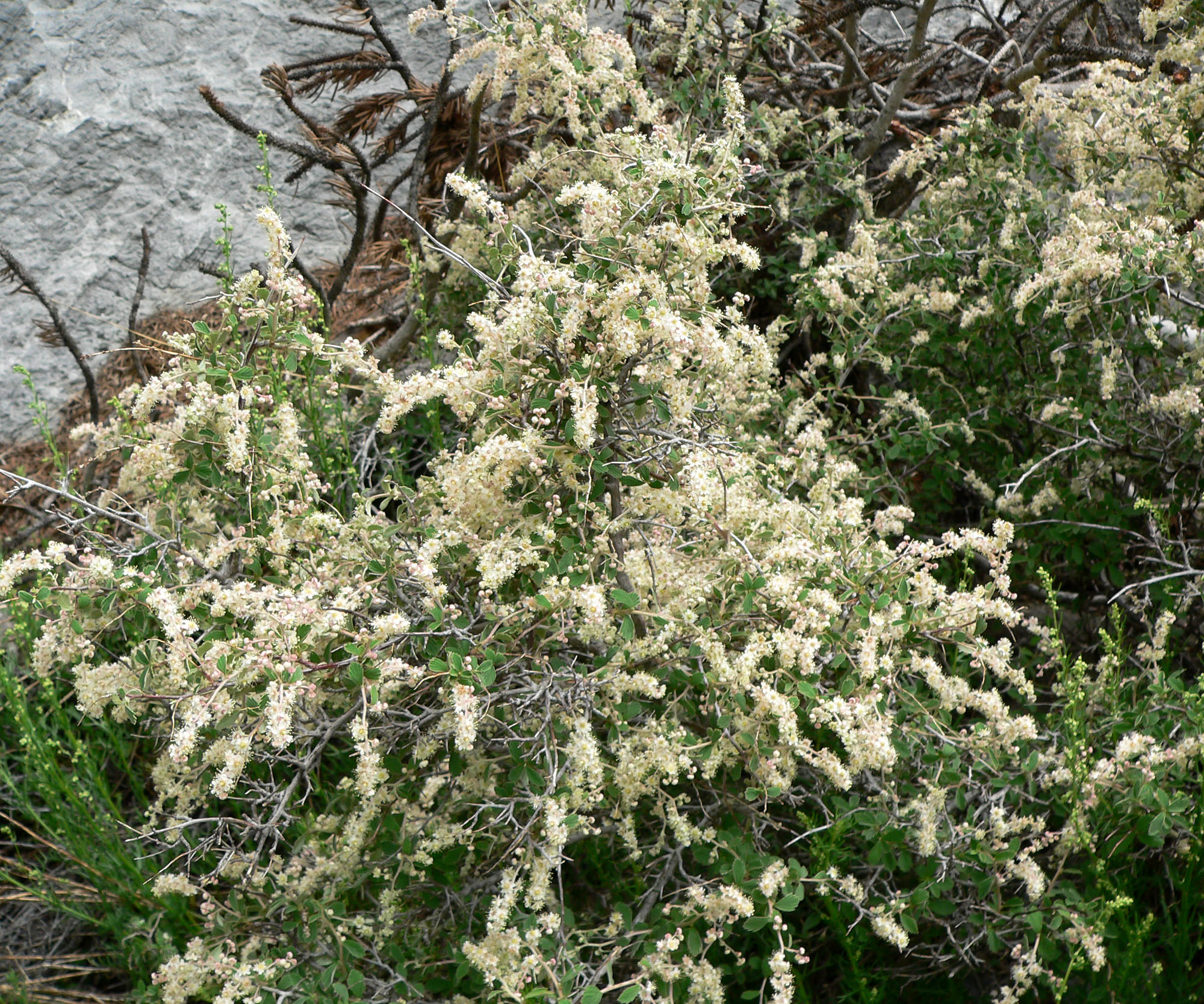
Holodiscus microphyllus

Pełnokrężnik, pustokrężnik, holodyskus (Holodiscus (K.Koch) Maxim.) – rodzaj roślin należący do rodziny różowatych. W zależności od ujęcia wyróżnia się tu jeden zmienny gatunek – pełnokrężnik różnobarwny H. discolor, ewentualnie dwie grupy z 5 gatunkami, 9 lub nawet 12–14. Rośliny te występują w Ameryce Północnej oraz w północnej części Ameryki Południowej; na obszarze Kanady rosną w Kolumbii Brytyjskiej, w Stanach Zjednoczonych na zachód od stanów: Montana, Wyoming, Kolorado i Teksas, dalej w Ameryce Środkowej w Meksyku, Gwatemali, Hondurasie i Kostaryce oraz w Kolumbii i Wenezueli. Rosną na obszarach górskich, jako podszyt w różnych zbiorowiskach leśnych oraz poza nimi na terenach skalistych.
Drewno pełnokrężników jest bardzo twarde i wykorzystywane do wykonywania uchwytów, drutów do robótek, sztućców do grilla. Lokalnie wykorzystywane są jako rośliny lecznicze. Przede wszystkim jednak sadzone są jako rośliny ozdobne. Jego walorem dekoracyjnym jest obfite kwitnienie i okazałe kwiatostany, do walorów należy także odporność na susze i zanieczyszczenia powietrza oraz łatwość rozmnażania za pomocą sadzonek zielnych. Ścięte kwiatostany mogą być wykorzystane do tworzenia kompozycji kwiatowych w wazonach. Krzew był popularny w ogrodnictwie w XIX wieku. W Polsce jest rzadki w uprawie, choć opisywany jako zasługujący na szerokie rozpowszechnienie w parkach, na osiedlowych terenach zieleni i w ogrodach.

## Morfologia

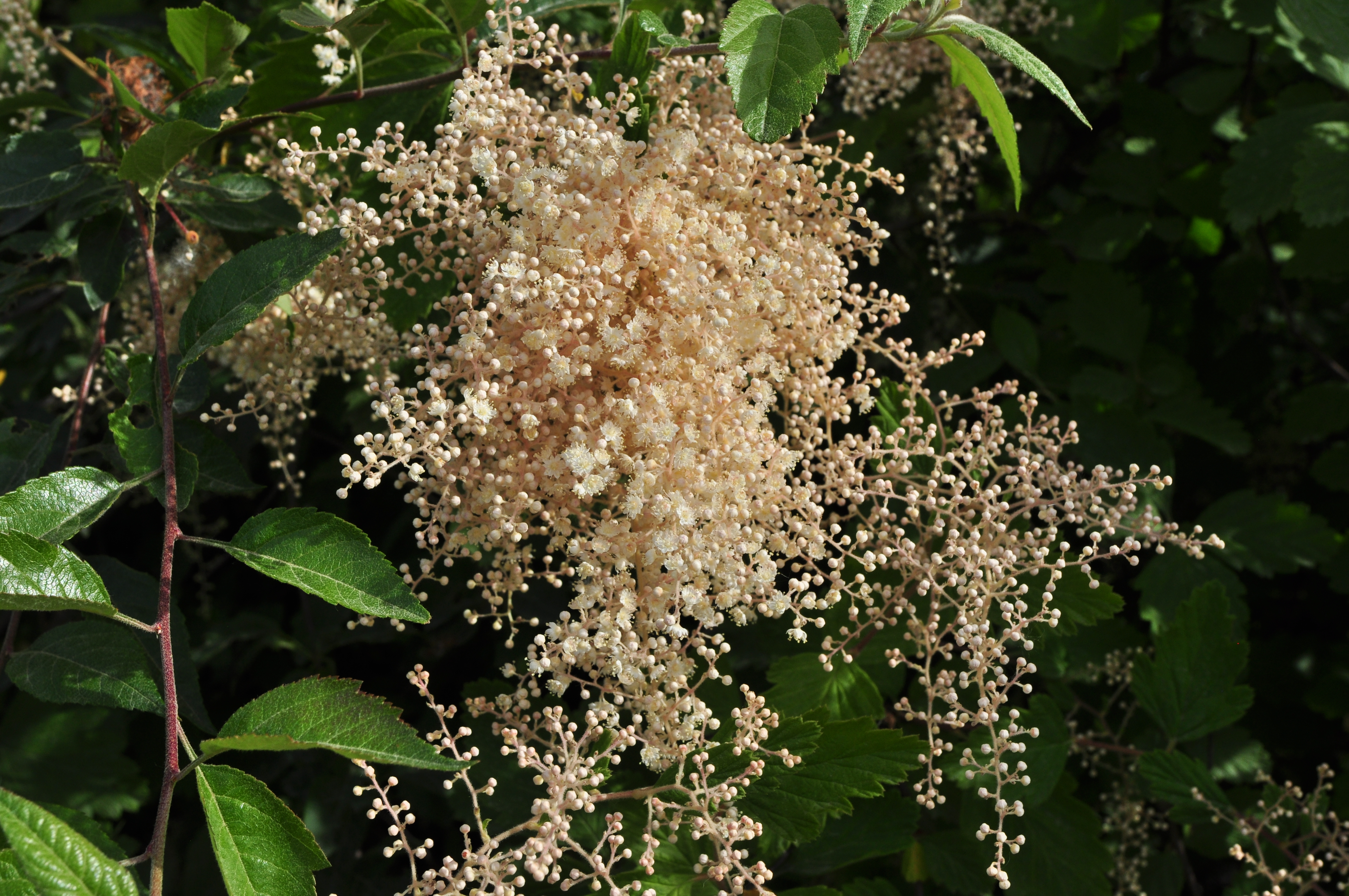
Holodiscus discolor

PokrójKrzewy osiągające zwykle do 3 m wysokości, rzadko do 6 m, z pędami zróżnicowanymi na długopędy, krótkopędy i pędy odroślowe, które mogą być nagie do gęsto owłosionych. Pędy mogą być wyprostowane i przewisające. Pokrój krzewów jest zmienny od gęstego i zwartego do bardzo rozłożystego. Cierni brak.
LiścieSezonowe i skrętoległe. Liście pojedyncze, płycej lub głębiej wcinane oraz piłkowane na brzegu, o żyłkowaniu pierzastym. Blaszka jajowata lub romboidalna, o długości od 1 do 10 cm. Naga lub przynajmniej od spodu owłosiona w różnym stopniu, w tym gęstym szarym kutnerem.
KwiatyObupłciowe i 5-krotne, zebrane w szczytowe grona tworzące wiechowaty kwiatostan złożony. Osie kwiatostanów mogą być nagie do owłosionych lub ogruczolonych w różnym stopniu, przy rozgałęzieniach kwiatostanu występują podsadki, ale przysadek brak, podobnie jak i kieliszka. Kwiaty osiągają średnicę do 6 mm. Hypancjum ma kształt spodka. Działki kielicha w liczbie 5, wyprostowane lub odgięte, trójkątne do jajowatych. Płatki korony eliptyczne do jajowatych, zwykle białe, czasem kremowe. Pręcików jest od 15 do 20 i mają długość podobną do płatków lub są od nich dłuższe. Osadzone są na pierścieniowatym dysku. Zalążnia tworzona jest przez pięć wolnych owocolistków, zawierających po dwa zalążki, zwieńczonych owłosionymi szyjkami.
OwoceMieszkopodobne niełupki o długości 1,5 mm, rozwijające się w liczbie 5, bocznie ścieśnione i w różnym stopniu owłosione, osadzone w trwałym hypancjum. Zawierają zwykle pojedyncze nasiona.

## Systematyka
Rodzaj klasyfikowany jest w obrębie rodziny różowatych Rosaceae do podrodziny Amygdaloideae Arnott i plemienia Spiraeeae Candolle. Ze względu na wykształcanie jednonasiennych owoców zamkniętych (niełupek – nietypowych dla podrodziny) rodzaj ten wyodrębniano w osobne, monotypowe plemię Holodisceae Focke. Badania molekularne nad filogenezą potwierdziły jednak przynależność tego rodzaju do plemienia Spiraeeae.
Przy stosunkowo podobnej budowie organów generatywnych za znaczące cechy diagnostyczne w obrębie rodzaju uznaje się pędy i liście, które z kolei jednak cechują się dużą plastycznością fenotypową. W efekcie opisywano w obrębie tego rodzaju w różnych ujęciach bardzo różną liczbę gatunków i taksonów wewnątrzgatunkowych (zwłaszcza w XIX wieku), przy liczbie gatunków wynoszącej od 1 do 14. Autorzy opracowania rodzaju we Flora of North America wyróżniają dwa kompleksy gatunków określane jako discolor (gatunki rosnące na północ od środkowego Meksyku) i argenteus (od południowego Meksyku na południe) obejmujące w sumie 5 gatunków. W ujęciu The Plants of the World część podgatunków z poprzedniego ujęcia podnoszonych jest do rangi gatunków i tych w sumie uznanych za zweryfikowane jest 9. 
Wykaz gatunków
- Holodiscus argenteus (L.f.) Maxim.
- Holodiscus australis A.Heller
- Holodiscus discolor (Pursh) Maxim. – pełnokrężnik różnobarwny
- Holodiscus dumosus A.Heller – pełnokrężnik zaroślowy
- Holodiscus fissus (Lindl.) C.K.Schneid.
- Holodiscus microphyllus Rydb. – pełnokrężnik drobnolistny
- Holodiscus orizabae Ley
- Holodiscus pachydiscus (Rydb.) Standl.
- Holodiscus velutinus (Rydb.) Standl.

## Nazewnictwo
Nazwa naukowa rodzaju utworzona została z greckich słów holos, znaczącego „pełny” i diskos, znaczącego „dysk, krążek” w nawiązaniu do pełnego (całobrzegiego) dysku kwiatowego. W Polsce długi czas przyjęta była nazwa rodzajowa „pustokrężnik” powstała w wyniku najwyraźniej błędnego przetłumaczenia słów greckich. Nazwa ta jako błędna zmieniona została na „pełnokrężnik”. Stosowana bywa też spolszczona nazwa naukowa – „holodyskus”.